# コブラン
コブラン Ophioglossum pendulum L. は特異な姿のシダ植物。着生して細長い栄養葉をだらりと垂らし、その中肋沿いに小さな胞子葉を分岐させる。旧世界の熱帯に広く分布するが、日本では絶滅を危惧されている。

## 特徴
着生する常緑の多年生草本。根茎は短くて数枚の葉を束にして出す。また太いひげ根を多数出す。出てくる葉は基本的には栄養葉で、帯状をしており、単一であるか、あるいはよく伸びたものでは先端の側で1-3回にわたって叉状に分岐する。長さは普通は30-80cmで、時に1mを越える場合がある。葉幅は2-6cm、全体にねじれたり、縁沿いがやや縮れることも見られる。葉質は比較的厚手であり、深緑色で表面は無毛、また縁は滑らかとなっている。葉の表裏に違いは無くて深緑色でやや光沢があり、基部は次第に細くなって長さ5-15cmの葉柄となり、葉先は鈍く尖るか丸くなっている。ただし葉先は傷んで不完全になっていることが多いとのこと。葉脈は網状で比較的粗く、二次脈はあまり発達しない。
胞子葉は栄養葉の中程の中肋上に1本、分枝した形で出る。表面から上向きに出たのち栄養葉の垂れ下がっているのに沿う形で垂れ、長さは8-20cm、時に栄養葉の長さの半分を超えるほどに伸びる。幅は栄養葉よりはるかに狭いが、それでも1cmを越えることがある。なお、記述は見えないが、牧野原著(2017)の図では胞子葉が柄の途中で二叉分枝し、根元が1本で2つの胞子葉をつけているものが描かれている。胞子の表面は滑らか。胞子を形成する子嚢は葉の両側の縁にそれぞれ1列、左右合わせて2列に配置し、互いにくっつき合い、葉の組織に半ば埋まっている。
和名は昆布蘭の意味で、昆布のような葉を持ち蘭のように着生する、ということである。

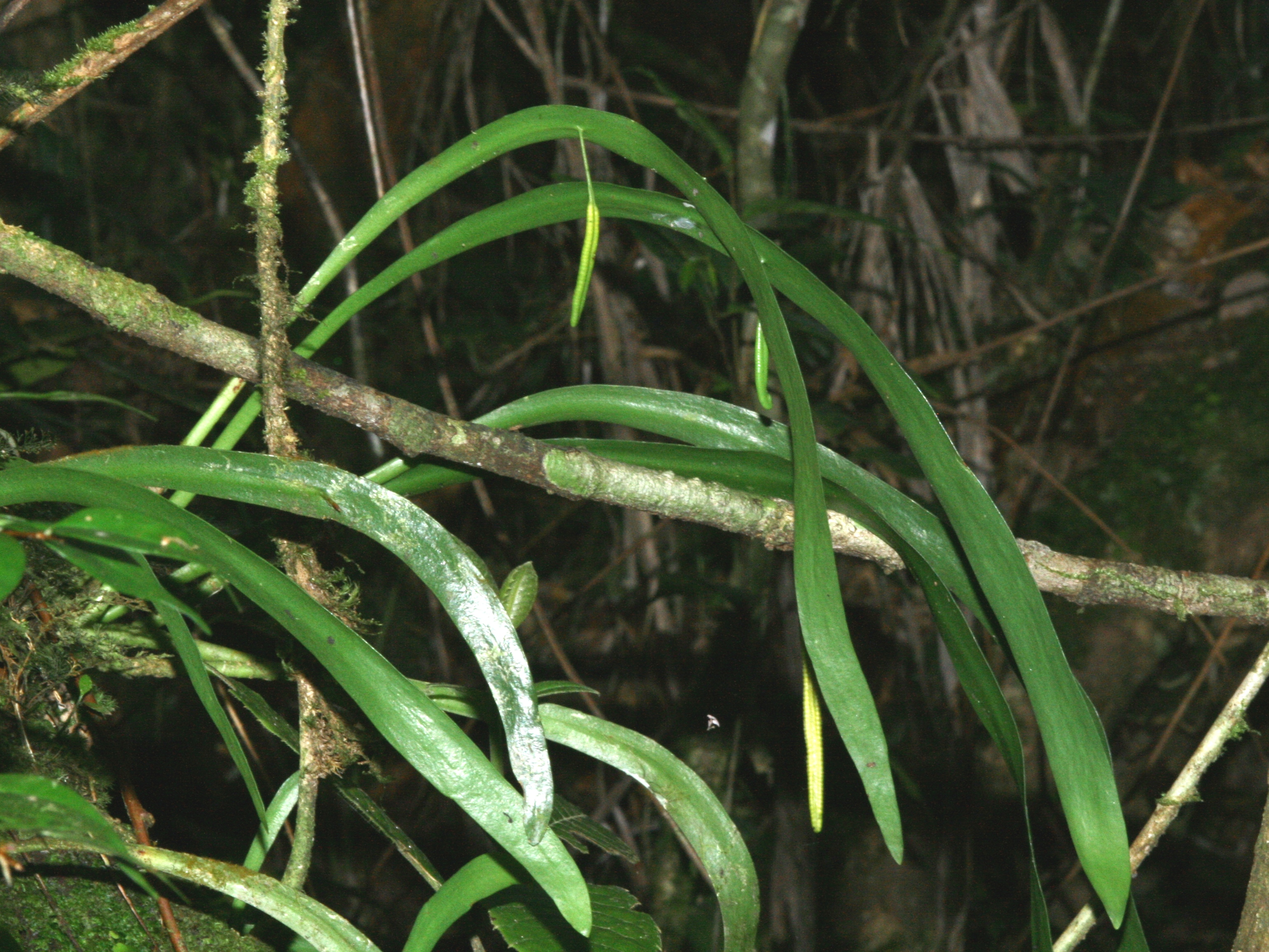
栄養葉と垂れ下がる胞子葉
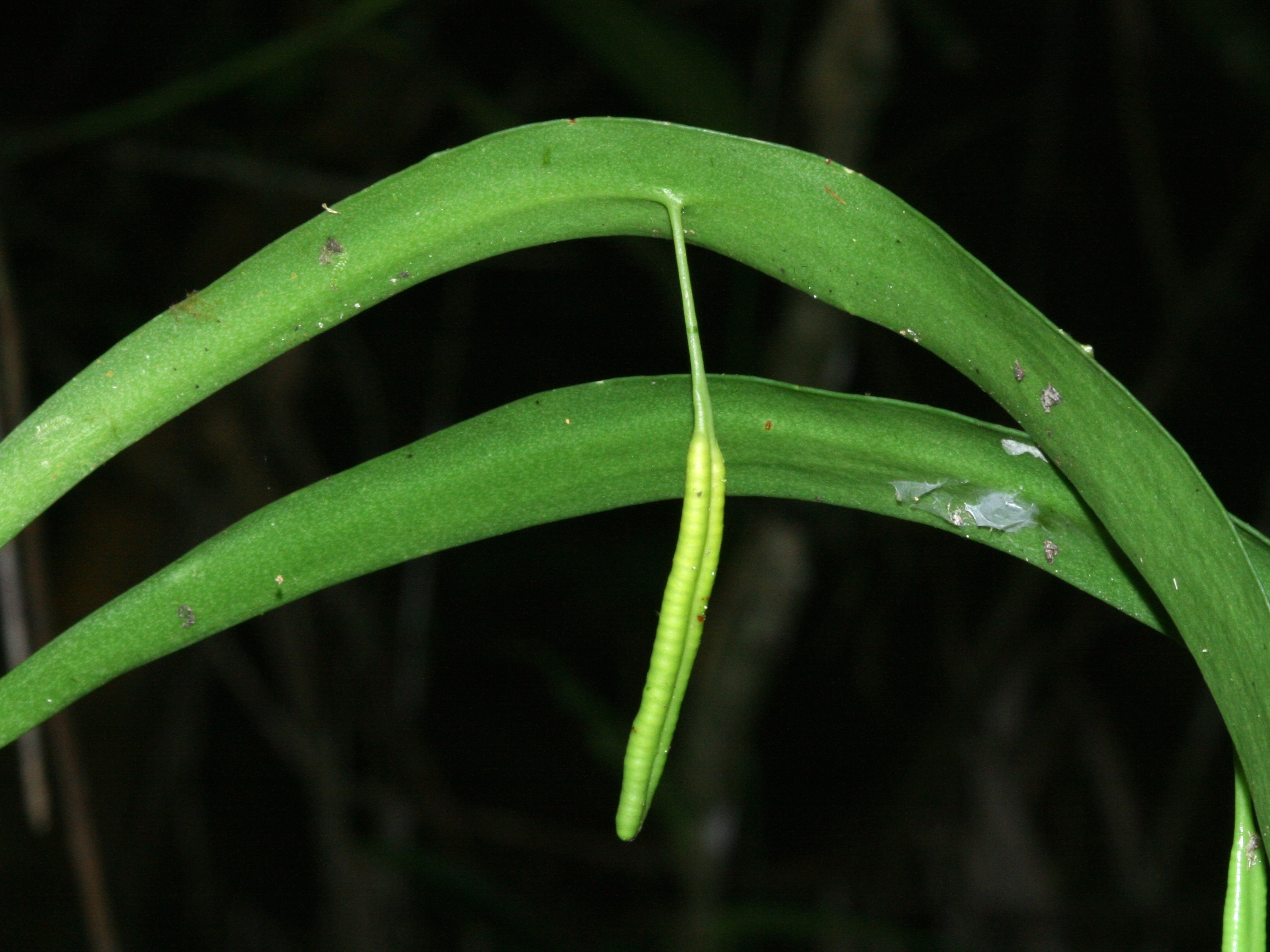
胞子葉

## 分布と生育環境

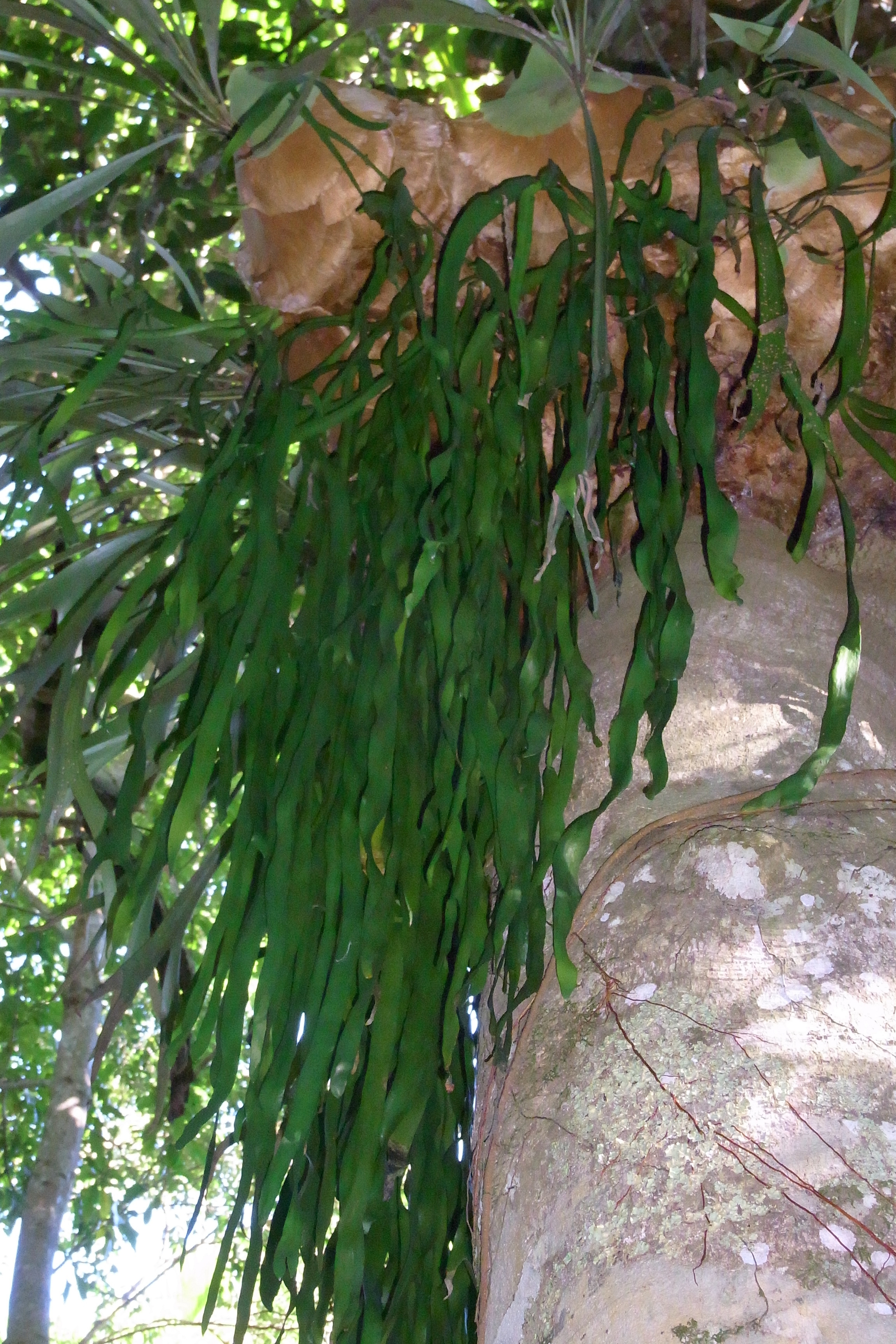
ビカクシダ属の株から垂れ下がっている様子

日本では琉球列島および小笠原諸島に知られる。小笠原諸島では父島と母島に分布する。琉球列島では初島（1975）によると奄美大島、徳之島、沖縄島、石垣島、西表島、それに屋久島と種子島である(後2島は普通は琉球列島に含めない)。これは山地があって深い森林が成立している島である。
世界的には旧世界の熱帯域に広い分布域を持ち、具体的には中国、台湾、インド北東部、スリランカ、東南アジア、オーストラリア、南太平洋、ハワイ、マダガスカルにわたり、タイプはアンボン産のものを描いた図解である。
小笠原諸島では1982年に記録があって後発見が長く途絶え、一時は地域絶滅が危惧されたが、2012年に再発見され、母島での生育状況などが調査されている。沖縄では多くの地域で元々ごく稀にしか見られないもので、しかし西表ではやや普通に見られたと言うが、過去の話であるとのこと。
空中湿度の高い森林内の樹幹や木生シダに着生している。八重山群島ではほとんどがヤエヤマオオタニワタリの根の部分から垂れ下がっており、大抵は高さ10m以上くらいの高いところに見られるという。小笠原においてはほとんどの例でマルハチ(ヘゴ科の木生シダ)に着生してみられ、高さは地上から1.5-2.5mの範囲が多かったという。マレーシアでは本種は往々にビカクシダ属の巣葉に蓄えられた落葉層の中に根を張り、そこから垂れ下がる。

### 生活環と関連して
シダ植物は胞子から発芽すると前葉体となり、その上で卵細胞と精子が形成され、それが接合することで胞子体であるシダ本体が成長を始める。一般のシダ類では前葉体が光合成をするが、ハナヤスリ類では前葉体は塊状で地中で成長し、菌類を取り込んで菌根を形成し、そこから栄養を得る。
本種もその点は同じで、前葉体はある程度の腐植の中で発芽し、菌類がそれを分解して得た栄養によって成長する。マレーシアではビカクシダ類の巣葉に蓄積した腐植がそのために都合がよい環境となっており、また生活のための水もそこから得られる。本種の胞子がそこに落ちた場合、程なく落ち葉に覆われ、そこで発芽が始まる。前葉体は菌類を介してビカクシダが自分の栄養源とするように集めた腐植から栄養を得て成長する。前葉体が十分に成長すると配偶子が形成され、受精によって新しい本種の植物体が出来る。その本体も当初は前葉体を通じて菌類の栄養供給を受けて育つが、それが下向きに伸びて外部に顔を出すと、光を受けて緑色に変わり、光合成を始める。そこからは本種は栄養的には独立することとなるが、水の供給はそれ以後もビカクシダに依存することとなる。あるいは本種が大きく育ちすぎるとビカクシダの水を横取りし、水不足から枯死させるのではないかとも考えられる。現地では枯死したビカクシダの塊から大きく育った本種が垂れ下がっているのをよく目にするという。
ともかく本種はその発生の初期にある程度腐植質が集まった状態が必要、ということである。マレーシアではビカクシダ類が巣葉に集めた落葉層がその役割を果たすが、琉球列島ではその代役をヤエヤマオオタニワタリの根塊が努め、小笠原ではマルハチの茎を包む細根の層が努めている、ということだと思われる。

## 分類
本種は普通はハナヤスリ属に含める。ただし一般的なハナヤスリは地上性の植物で、地下に根を伸ばし、地上に茎を出し、その先端は一枚の栄養葉となる。栄養葉は楕円形や卵形などの形の単葉で、その基部から分枝が出て上に伸び、これが胞子葉となる。日本産のものはいずれもせいぜい30cmまでの小型の植物である。本種はその点ではずいぶん異なった外見を持っている。しかしながら根茎から伸びるほぼ単葉の栄養葉の分枝として胞子葉が出る、という基本的な体勢を見ると本種はそこからはみ出していない。胞子葉の構造についても葉身が発達しない葉の両側に並んでおり、組織に半ば埋まっている点も共通している。従って外見の際にもかかわらずこれらを同属として扱っている。
ただしやはり形態的な差異が大きく、これを重視して別属、コブラン属 Ophioderma を立てる説もあり、その場合、本種の学名は Ophioderma pendula (L.) となる。日本にはこれに含めるべき種は他になく、そのために本種の判別には全く困らない。コブラン属を認めた場合、これに含まれる種は本種以外に2-3種がある。同属とする中でも亜属に分けることは行われており、日本の他の種をハナヤスリ亜属 Subgen. Ophiogrossum とするのに対して本種はコブラン亜属 Ophioderma とされる。もう一つの亜属はケイログロッサ亜属 Subgen. Cheiroglossa で、これに含まれるものはマダガスカル島と南北アメリカ大陸に分布する。
なお、本種は本亜属の唯一の種とされるが、分布域が広く、そこに形態的、遺伝的な多く変異が見られることから複数の種に分割すべきとの説もあるとのこと。

## 利害
山野草的な栽培は行われる模様。ただし広く見られるようなものではない。
ハワイでは本種の葉の絞り汁を咳止め薬として用い、またその胞子を新生児の胎便を清めるのに使ったといわれる。

## 保護の状況
環境省のレッドデータブックでは絶滅危惧IB類に指定されており、都県別でも東京都、鹿児島県、沖縄県でいずれも絶滅危惧I類に指定されている。危険の所在として、まず密林の樹幹に着生するものなので森林伐採の影響を直接に受けることが挙げられる。それと同時に着生の面白い形のシダ類であることから園芸目的の採集圧も高く、野外では急速に個体数を減らしていると思われる。小笠原の場合、国内移入種としてのアカギが繁茂すると在来の植生が脅かされ、そこからマルハチが減少すると本種の減少に繋がることが危惧されている。